# 前田剛史
前田 剛史（まえだ つよし、1990年9月15日 - ）は、日本のモデル、俳優である。岐阜県出身。RMP株式会社所属。

## 人物
- モデル事務所のジュネスに所属していたが、2016年7月にRMPに移籍。
- 趣特技：サッカー

## 出演

### 舞台
- 『疾風!新選組〜時を駆け抜けた漢たち〜』（2015年2月7日 - 11日、WoodyTheatre中目黒） - 斉藤一 役
- 『オサエロ』（2015年8月19日 - 24日、両国：Air studio） - 岡本昭二 役
- 『Customizu-カスタマイズ-』（2015年11月25日 - 30日、両国：Air studio） - 藤村和樹 役
- 『ジュウブンノキュウ』（2016年1月22日 - 24日、シアターシャイン） - キャプテン 役
- 『ジョーカー・ゲーム』（2017年5月4日 - 7日、Zeppブルーシアター六本木） - 福本 役
- 朗読劇『最果てリストランテ』（2018年4月）[1]
- 『ジョーカー・ゲームII』（2018年6月） - 福本 役[2][3]

### イベント
- 東京ゲームショー2014　VOLTAGEブース
- 東京ゲームショー2015　VOLTAGEブース
- AGF2015 エグジットチューンズ『薔薇の香水師』 - 敷島ロラン 役
- ニコニコ超会議『超ホラーゲームお化け屋敷』ブース『殺戮の天使』（2016年4月、2018年4月） - 鎌ドン ザック 役[4]
- 『殺戮の天使　アートギャラリー』発売記念イベント（2018年7月8日） - 鎌ドン ザック 役
- 『殺戮の天使』ホラーハウス 鎌ドン（2018年8月） - ザック 役
- 『殺戮の天使』鎌ドン in 京まふ2018 - ザック 役

### その他
- 東急グループ　東急百貨店 SHIBUYA
- ショコラ・スクランブル 販促モデル
- マルコメ
- hacco
  - 東京ドームホテル
- ウェディングフェア
- Jins Co. Ltd.　JINS